# Juliusz Okuniewski
Juliusz Okuniewski (ur. 1921 w Annopolu, zmarł tragicznie w 1970) – oficer Armii Czerwonej, pułkownik saperów Wojska Polskiego.

## Życiorys
W latach 1940–1941 był kursantem w Oficerskiej Szkole Piechoty. Po wybuchu wojny niemiecko-radzieckiej został skierowany na front jako dowódca plutonu saperów. Następnie jako dowódca kompanii i szef saperów 67 pułku piechoty 20 Dywizji Piechoty, uczestniczył w obronie Stalingradu, brał udział w walkach na Krymie i Kubaniu. W maju 1943 roku wstąpił do organizującego się Wojska Polskiego i został skierowany do 1 batalionu saperów w 1 Dywizji Piechoty. Jako zastępca dowódcy 1 batalionu saperów brał udział w walkach pod Lenino. Następnie w 1944 został szefem saperów 2 pułku piechoty, uczestniczył w desancie na Czerniakowie, gdzie został ciężko ranny. Wrócił ze szpitala w Lublinie do swojego pułku z którym uczestniczył w walkach pod Dęblinem i Górą Kalwarią, gdzie został po raz drugi ranny. Po wyleczeniu rany w latach 1944–1945 był wykładowcą maskowania w Oficerskiej Szkole Saperów. W latach 1945–1946 pełnił stanowisko starszego oficera Departamentu Inżynieryjno Saperskiego Wojska Polskiego. Od 1948 do 1949 dowódca 41 batalionu saperów. W latach 1949–1950 szef saperów 11 Dywizji Piechoty. Słuchacz Kursu Doskonalenia Oficerów w latach 1950–1951. W 1952 objął stanowisko dowódcy 5 pułku saperów, którym dowodził do 1953. Szef wydziału inżynieryjnego w Dowództwie WOPL w latach 1953–1954. Od 1954 do 1957 dowódca 7 pułku pontonowego. Następnie w roku 1957 objął stanowisko zastępcy komendanta Oficerskiej Szkole Wojsk Inżynieryjnych ds. liniowych. W latach 1965–1970 pracował jako szef Powiatowego Sztabu Wojskowego w Miliczu.
Zmarł tragicznie w czerwcu 1970 roku podczas ćwiczeń, po zatruciu się czadem w autobusie sztabowym. Był oficerem towarzyskim, zapalonym myśliwym, doskonałym bilardzistą, nie stronił od biesiad w przyjacielskim gronie.

## Awanse
- podpułkownik – 1952
- pułkownik –

## Ordery i odznaczenia
- Krzyż Walecznych
- Złoty Krzyż Zasługi